# Stefany Hernández Mendoza
Stefany Hernández Mendoza (Ciudad Guayana, Bolívar, 15 de juny de 1991) és una ciclista veneçolana que competeix en la modalitat de BMX.
Va participar en els Jocs Olímpics de Rio de Janeiro 2016, obtenint la medalla de bronze a la cursa femenina. L'any anterior havia guanyat el Campionat del món.

## Palmarès internacional
- 2015
  -  Campiona del món en BMX
- 2016
  -  Medalla de bronze als Jocs Olímpics de Rio de Janeiro en BMX